# Plastisfeer
De plastisfeer is een door de mens gemaakt marien ecosysteem dat bestaat uit organismen die leven op het oppervlak van plastic voorwerpen, voornamelijk plastic afval in zee, en met name microplastics. Het opgehoopte afval dient als habitat voor verschillende soorten micro-organismen, waaronder bacteriën en schimmels.
Het fenomeen werd in 2013 benoemd door de Nederlandse marienbiologen Amaral-Zettler en Tracy Mincer, verbonden aan de Woods Hole Oceanographic Institution. Met rasterelektronenmicroscopisch (SEM) onderzoek onderzochten zij plastic marien afval in de Noord-Atlantische Oceaan.
Recent onderzoek aan de Universiteit Gent wees uit dat na enkele maanden van blootstelling van de plastic aan het marien milieu op het plastic een biofilm wordt gevormd, waarop een min of meer stabiele maar heterogene bacteriële gemeenschap zich kan ontwikkelen, en dat het kan gaan om “plastic-specifieke” micro-organismen. Op plastic afval werden autotrofen, heterotrofen en symbionten aangetroffen.

## Ecologische impact
Plastic vervuiling biedt een bestendiger drijvend oppervlak dan biologisch afbreekbaar materiaal om organismen over lange afstanden te vervoeren, waardoor microben naar andere ecosystemen migreren en op die manier mogelijk invasieve soorten worden geïntroduceerd.  
Wordt het plastic afgebroken in kleine fragmenten en uiteindelijk tot microplastics, is de kans groter dat het door plankton wordt gegeten, en zo via vissen en schaaldieren in de menselijke voedselketen terechtkomt.
Anderzijds zijn voorbeelden bekend van mariene organismen die sommige kunststofdeeltjes afbreken. Dat bleek in 2023 uit onderzoek naar sponzen in de zoutmoerassen van Jiangsu (China), die zich voedden met plastic dat in het water hangt. Ze waren met name in staat om polycaprolacton af te breken, en zelfs het - moeilijker te recyclen - polypropeen.